# Hedelyng-slægten
Hedelyng (Calluna) er en lille slægt med kun én art.
| Arter |

- Hedelyng (Calluna vulgaris)